# María M.
María M., también conocida como Una mujer de la noche, es una película argentina dramática de 1964 en blanco y negro dirigida por Emilio Vieyra y protagonizada por Libertad Leblanc. Fue la segunda y última colaboración entre Vieyra y "la diosa blanca", después de haber filmado juntos Testigo para un crimen. Fue filmada en blanco y negro y estrenada en Argentina el 15 de octubre de 1964.

## Sinopsis
María M. es una prostituta de la Ciudad de Buenos Aires. Traba relaciones sexuales y amorososas con varios hombres, hasta que conoce al que cree que será el amor de su vida. A partir de ese momento decide reformarse y comenzar una nueva vida, pero el destino le tiene reservada una amarga desilusión.

## Reparto
- Libertad Leblanc
- Gloria Guzmán
- Fernando Siro
- José María Langlais
- Ignacio Quirós
- Aldo Kaiser
- Emilio Comte

## Producción
La historia originalmente pensada por Emilio Vieyra era diferente a la versión que luego fue filmada. Para evitar un conflicto con el Instituto Nacional de Cine, que subvencionaba la realización, Vieyra debió cambiar el desenlace, en donde residía gran parte del encanto de la historia:

...Como Trucco había hecho contrato por dos películas, me puse a escribir la historia de una prostituta por cuya vida pasaban varios personajes, desde un chico joven, un pintor, un policía, hasta que realmente encuentra el amor de su vida y deja su profesión de lado y por fin creía en Dios. Entonces un día va a la iglesia a agradecer por todo y el cura que está dando la misa era el hombre del que ella estaba enamorada. Al ver esto sale despavorida, cruza la calle y un auto la levanta en peso, la tira a la mierda y la mata. Bueno, cuando presenté esto en el Instituto me rechazaron todo, "no, esto ni por broma, salga de acá con esto". Entonces tuve que cambiar el final. Como dependía del crédito de Instituto puse que el tipo era casado y que la engañó y ella termina llorando en una Iglesia y no pasó nada... la película fue un plomo... fue la única que hice a contrapelo.
Emilio Vieyra